# Martí Marcó

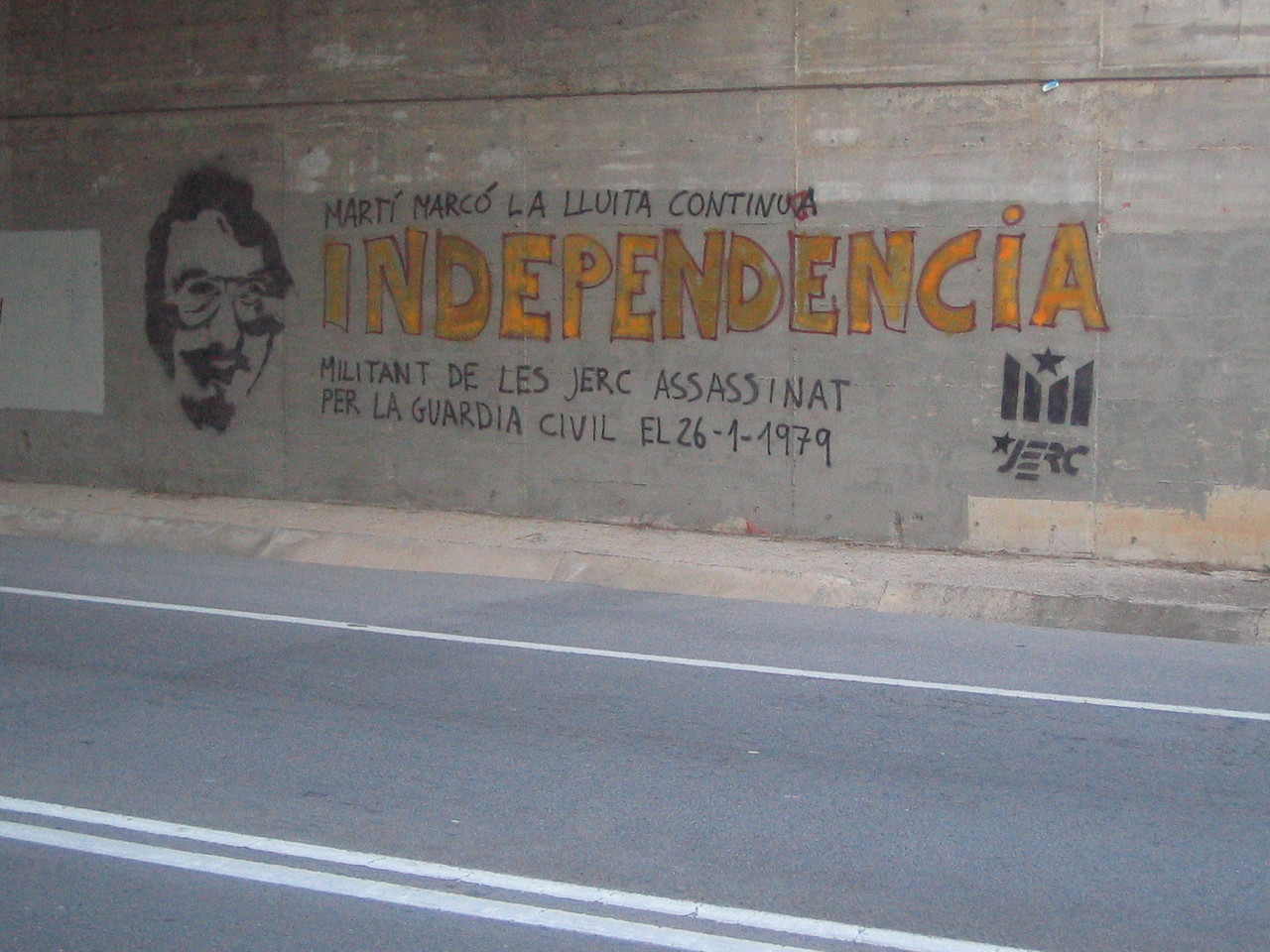
Mural en honor a Martí Marcó, firmado por las JERC, en Sabadell.

Martí Marcó Bardella (Barcelona, 1959 - 26 de enero de 1979) fue un militante de ideología independentista catalana, fundador de la Agrupació Unitària d’Esquerres (AUE) y el Exèrcit d’Alliberament Català (EAC), y se le atribuye ser uno de los fundadores de la organización terrorista Terra Lliure, que tenía por objetivo conseguir la independencia. Era militante de las Joventuts d'Esquerra Republicana de Catalunya (JERC).

## Biografía
En 1978 Marcó, junto a Frederic Bentanachs, Félix Goñi, Joaquín Pelegrí y Griselda Pineda, fue entrenado por ETA en Bayona, volviendo a Cataluña con un arsenal de armas y munición para formar el primer comando de Terra Lliure.
El 26 de enero de 1979 fue herido por la Policía al intentar huir en un coche tras ser interceptado casualmente por una control policial en pleno centro del Ensanche, justo en los momentos en que preparaba, junto con Pelegrí y Bentanachs, un asalto a un furgón blindado, y al no pararse al apremio del Policía que les dio el alto. Él y sus acompañantes huidos iban armados con pistolas Firebird del 9 mm Parabellum, cargadas. Una vez alcanzado por los disparos de la Policía, fue abandonado, malherido y agonizante, por sus dos compañeros, quienes lo dejaron desangrándose en el interior del vehículo en una calle de Barcelona. Auxiliado por transeúntes y automovilistas que vieron el coche abandonado y con las puertas abiertas en medio de la vía, fue trasladado a un hospital, donde, a pesar de los cuidados, murió dos días después. 
Regularmente, las JERC y diversas organizaciones independentistas dedican homenajes a éste y otros militantes del comando terrorista.